# Torneo Nacional de Boxeo Playa Girón 2013
Das Torneo Nacional de Boxeo Playa Girón 2013 wurde vom 17. bis zum 22. Dezember 2013 in Sancti Spíritus ausgetragen und war die 52. Austragung der nationalen kubanischen Meisterschaften im Amateurboxen.

## Medaillengewinner
Die Meistertitel wurden in zehn Gewichtsklassen vergeben.
| Gewichtsklasse                   | Gold                | Silber              | Bronze              |
| -------------------------------- | ------------------- | ------------------- | ------------------- |
| Leichtfliegengewicht (bis 49 kg) | Yosvany Veitía      | Eriel Pérez         | Santiago Amador     |
| Leichtfliegengewicht (bis 49 kg) | Yosvany Veitía      | Eriel Pérez         | Desiderio González  |
| Fliegengewicht (bis 52 kg)       | Gerardo Cervantes   | Jorge Cordero       | Yordan Soyet        |
| Fliegengewicht (bis 52 kg)       | Gerardo Cervantes   | Jorge Cordero       | Leodan Núñez        |
| Bantamgewicht (bis 56 kg)        | Marcos Forestal     | Robeisy Ramírez     | Livan Alcolea       |
| Bantamgewicht (bis 56 kg)        | Marcos Forestal     | Robeisy Ramírez     | Idel Milan          |
| Leichtgewicht (bis 60 kg)        | Lázaro Álvarez      | Michel Sarria       | Pablo Vicente       |
| Leichtgewicht (bis 60 kg)        | Lázaro Álvarez      | Michel Sarria       | Nordy de los Santos |
| Halbweltergewicht (bis 64 kg)    | Yasniel Toledo      | Luis Oliva          | Jorge Moiran Vinet  |
| Halbweltergewicht (bis 64 kg)    | Yasniel Toledo      | Luis Oliva          | Pablo de la Cruz    |
| Weltergewicht (bis 69 kg)        | Roniel Iglesias     | Arisnoide Despaigne | Duniel Suárez       |
| Weltergewicht (bis 69 kg)        | Roniel Iglesias     | Arisnoide Despaigne | Reinier Palacios    |
| Mittelgewicht (bis 75 kg)        | Ramon Luis          | Yasiel Despaigne    | Osnay Bencosme      |
| Mittelgewicht (bis 75 kg)        | Ramon Luis          | Yasiel Despaigne    | Eldrys Terrero      |
| Halbschwergewicht (bis 81 kg)    | Julio César La Cruz | Irosvany Duvergel   | Jorge Luis Garbey   |
| Halbschwergewicht (bis 81 kg)    | Julio César La Cruz | Irosvany Duvergel   | Emmanuel Reyes      |
| Schwergewicht (bis 91 kg)        | Erislandy Savón     | Leinier Perot       | Yoendri Baro        |
| Schwergewicht (bis 91 kg)        | Erislandy Savón     | Leinier Perot       | Frank Sánchez       |
| Superschwergewicht (über 91 kg)  | José Larduet        | Yoandris Toirac     | Reinier Castillo    |
| Superschwergewicht (über 91 kg)  | José Larduet        | Yoandris Toirac     | Yoandri Maceo       |